# Marc Hetterle
Marc Hetterle (* 13. Februar 1963 in Ost-Berlin) ist ein deutscher Schauspieler und Musicaldarsteller.

## Leben
Marc Hetterle studierte von 1984 bis 1988 an der Hochschule für Schauspielkunst „Ernst Busch“ Berlin. Stationen seiner Bühnenlaufbahn waren unter anderem das Hamburger Theater im Hafen, das Theater Baden-Baden, das Palladium Theater in Stuttgart und das Theater Chemnitz.
In Baden-Baden spielte Hetterle neben anderen Rollen die Titelfiguren im Marquis von Keith von Frank Wedekind und Richard III. von William Shakespeare, ferner McMurphy in Einer flog über das Kuckucksnest in der Bühnenfassung von Dale Wasserman. Als Musicaldarsteller war er in Hamburg als Scar im König der Löwen zu sehen, in Stuttgart spielte er in Mamma Mia!. 1994 übernahm Hetterle die Rolle des Rocky in der Uraufführung des Musicals Knock out Deutschland mit der Musik von Rio Reiser.
Noch zu DDR-Zeiten begann Hetterle auch für Rundfunk und Fernsehen zu arbeiten. Vor der Kamera war er unter anderem in einigen Tatort-Episoden zu sehen sowie in dem vielfach ausgezeichneten DEFA-Spielfilm Einer trage des anderen Last …. Für den Rundfunk der DDR sprach er in der letzten Folge der Hörspielreihe Tatbestand. 
Marc Hetterle ist der Sohn des Schauspielerpaares Albert (1918–2006) und Monika Hetterle (* 1940). Sein jüngerer Bruder Alexander arbeitet ebenfalls als Schauspieler.   

## Filmografie
- 1987: Der Schwur von Rabenhorst
- 1988: Einer trage des anderen Last …
- 1991: Polizeiruf 110 – Der Fall Preibisch
- 1991: Das Licht der Liebe
- 1999: In aller Freundschaft – Schwesternliebe
- 2000: Vergiss Amerika
- 2000: Im Namen des Gesetzes – Interne Ermittlungen
- 2001: Im Namen des Gesetzes – Enttäuschte Liebe
- 2005: Tatort – Die Spieler
- 2006: Aufrecht stehen (Kurzfilm)
- 2008: Der Tag, an dem ich meinen toten Mann traf
- 2008: Tatort – Das schwarze Grab
- 2008: Tatort – Borowski und das Mädchen im Moor
- 2010: Lys
- 2011: SOKO Stuttgart – Inkognitod
- 2012: Tatort – Borowski und der freie Fall
- 2014: SOKO Wismar – Als er fortging

## Hörspiele
- 1988: Testament mit Wellensittich – Autorin: Katrin Lange – Regie: Horst Liepach
- 1988: Der Prinz von Theben in Berlin – Autorin: Heidrun Loeper – Regie: Barbara Plensat
- 1989: Der Taugenichts – Autor: Egon Aderhold – Regie: Barbara Plensat
- 1989: Tatbestand (Folge: Fehlbon) – Autor: Uwe Petzold – Regie: Horst Liepach
- 1989: Die Möbelpacker – Autor: Martin Marko – Regie: Detlef Kurzweg
- 1991: Nun rede doch, Christine – Autor: Hans-Ullrich Krause – Regie: Barbara Plensat
- 2004: Mummenschanz – Autor: Terry Pratchett – Regie: Ulrich Lampen und Ullrich Schurr

## Auszeichnungen
- 1986: Erich-Weinert-Medaille, Kunstpreis der FDJ[2]